# Йозеф Николаус цу Виндиш-Грец
Йозеф Людвиг Николаус Антон де Паула Йоханнес Непомук Адам Раймунд цу Виндиш-Грец (6 декабря 1744, Вена — 24 января 1802, Штекен) — граф Виндиш-Грец в Австрии , фрайгерр Вальдштейна и Таля, писатель и философ, камергер австрийской эрцгерцогини Марии-Антуанетты.

## Биография
Сын графа Леопольда Карла фон Виндиш-Гретца (1718—1746) и его жены графини Марии Антонии Йозефы фон Кевенхюлер (1726—1746), дочери графа Людвига Андреаса фон Кевенхюлера (1683—1744) и Марии Анны Йозефы фон Ламберг (1695—1762).
Йозеф Николаус получил образование в Вене и в молодости стал советником императорского дворца. В 1770 году он сопровождал Марию-Антуанетту в качестве ее камергера во Франции для ее брака с дофином Людвигом, впоследствии королем Людовиком XVI. Там он установил контакты с ведущими членами Французской академии и начал изучать математику, право и философию. Результаты своих исследований он написал на французском языке, которые были опубликованы.
Йозеф Николаус был другом философа Канта (1724—1804). В своих работах он выступает против любых форм насилия и сторонником «концепции конституционной монархии», однако не являлся сторонником императора Иосифа II из-за его реформ.
В 1781 году он унаследовал поместье Тахов и другие земли в Западной Богемии. Второй брак позволил Виндиш-Гретцу приобрести несколько богемских поместий. В 1787 году он и его жена Леопольдина д’Аренберг провели реставрацию и модернизацию дворца Тахов. Во дворце были собраны богатый архив и библиотека.

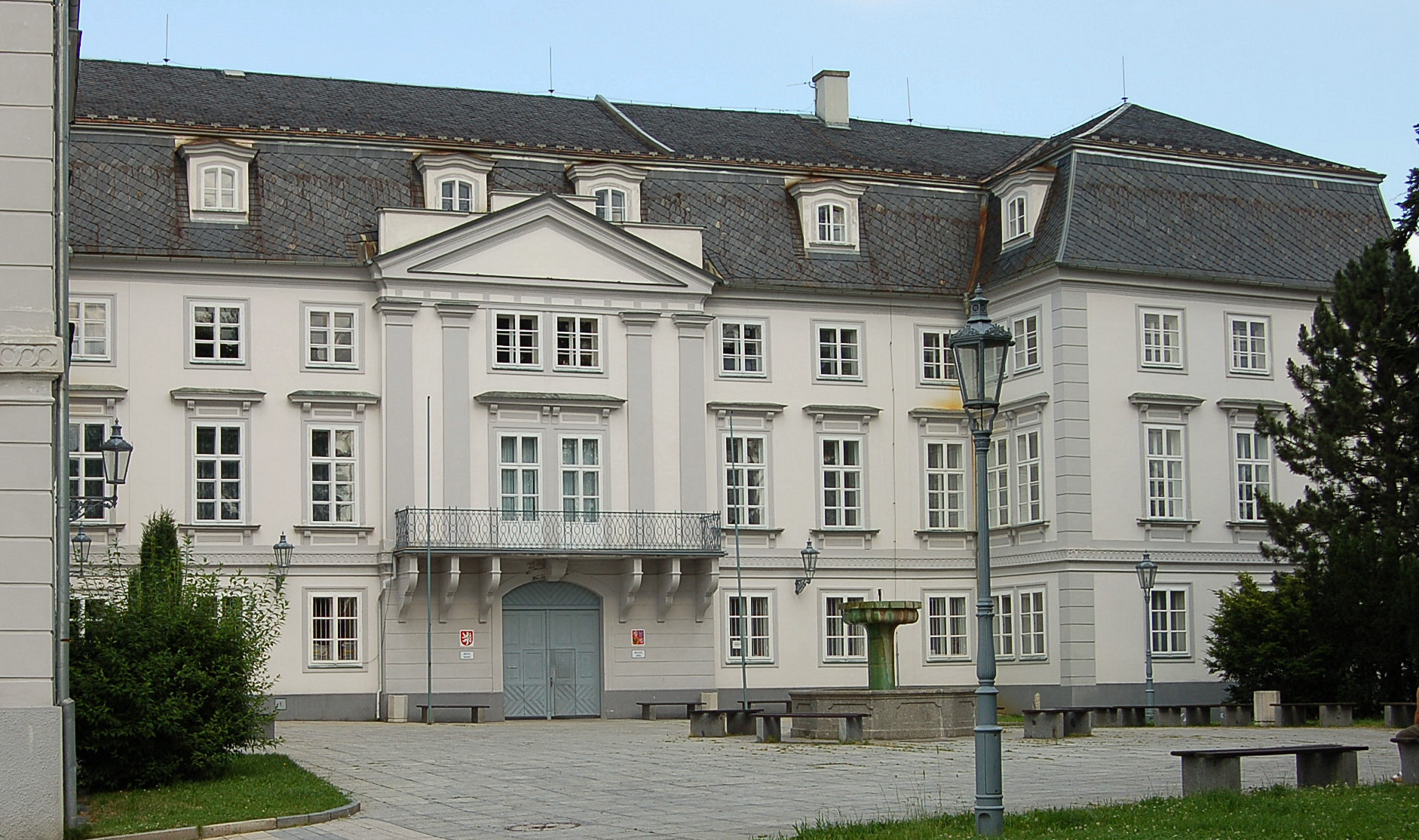
Дворец Тахов

Велись переговоры о возведении Йозефа Николауса в княжеское достоинство, но при жизни этого не произошло. Этот титул получили его сыновья в 1804 году.

## Брак и дети
Первый брак: с графиней Марией Йозефой Эрдёди де Монёрокерек и Моносло (1748—1777), дочерью графа Миклоша Эрдёди де Монёрокерек и Моносло (1719—1757) и графини Марии Антонии Баттиани-Стратма де Немет-Ужвар (1720—1797). В браке родилось четверо детей:
1. Карл Антон Йозеф Раймунд (1768—1791)
2. Йозеф Людвиг Иоганн Непомук Антон (1769—1792)
3. Леопольд Карл Викторин Игнац Йозеф Антон Грациан (1770—1771)
4. Мария Тереза Филиппа Жозефина Антония Фридерика (1774—1841), вышла замуж за принца Эрнста Энгельберта фон Аренберга (1777—1857), сына принца и герцога Огюста-Мари-Раймона д’Аренберга (1753—1833) и внука герцога Шарля-Мари-Раймона Д’Аренберга (1721—1778), одна дочь Мария (1802-1841).

Второй брак: с принцессой и герцогиней Леопольдиной д’Аренберг (1751—1812), дочерью Шарля-Мари-Раймона Д’Аренберга (1721—1778). В браке родилось шестеро детей:
1. Людвиг Роберт (1782—1783)
2. София Людовика Вильгельмина (1784—1848), вышла замуж за 5-го принца Карла Томаса фон Лёвенштейн-Вертгейм-Розенберга (1783—1849), 6 детей
3. Евлалия (1786—1812)
4. Альфред (1787—1862), 1-й принц Виндиш-Гретц, женился на принцессе Марии Элеоноре фон Шварценберг (1796—1848); 7 детей
5. Адельгейда Паулина (1788—1805)
6. Верианд Алоиз Леопольд Ульрих Иоганн Пауль (1790—1867), принц Виндиш-Гретц, женился на принцессе Элеоноре фон Лобковиц (1795—1876), дочери Йозефа Франца фон Лобковица; 6 детей